# شركة ترو
ترو كوربوريشن كومباني ليمتد (ترو) هي شركة اتصالات في تايلاند. تتحكم ترو في أكبر مزود تلفزيون كابل في تايلاند، TrueVisions ،  أكبر مزود لخدمات الإنترنت في تايلاند ترو إنترنت [بحاجة لمصدر] وواحدة من أكبر مشغلي شبكات الهاتف المحمول في تايلاند، ترو موف ، التي تأتي في المرتبة الثانية بعد AIS بعد أن تجاوزت دتاك في يناير 2017. اعتبارًا من أغسطس 2014، بلغت القيمة السوقية الحقيقية لصحيفة ترو لنمو الاتصالات السلكية واللاسلكية 10 مليارات دولار أمريكي. [بحاجة لمصدر] ترو موف هي أيضًا شريك لمجموعة فودافون.
ترو هي شركة تابعة لمجموعة تشاروين بوكفاند، التي تمتلك 50.21 في المائة من أسهم ترو اعتبارًا من مارس 2017. تعمل الخطوط الثابتة (كصاحب امتياز لـ TOT)، واللاسلكي، وتلفزيون الكابل، IPTV وخدمات النطاق العريض.

## روابط خارجية
- شركة ترو